# Wasserbock

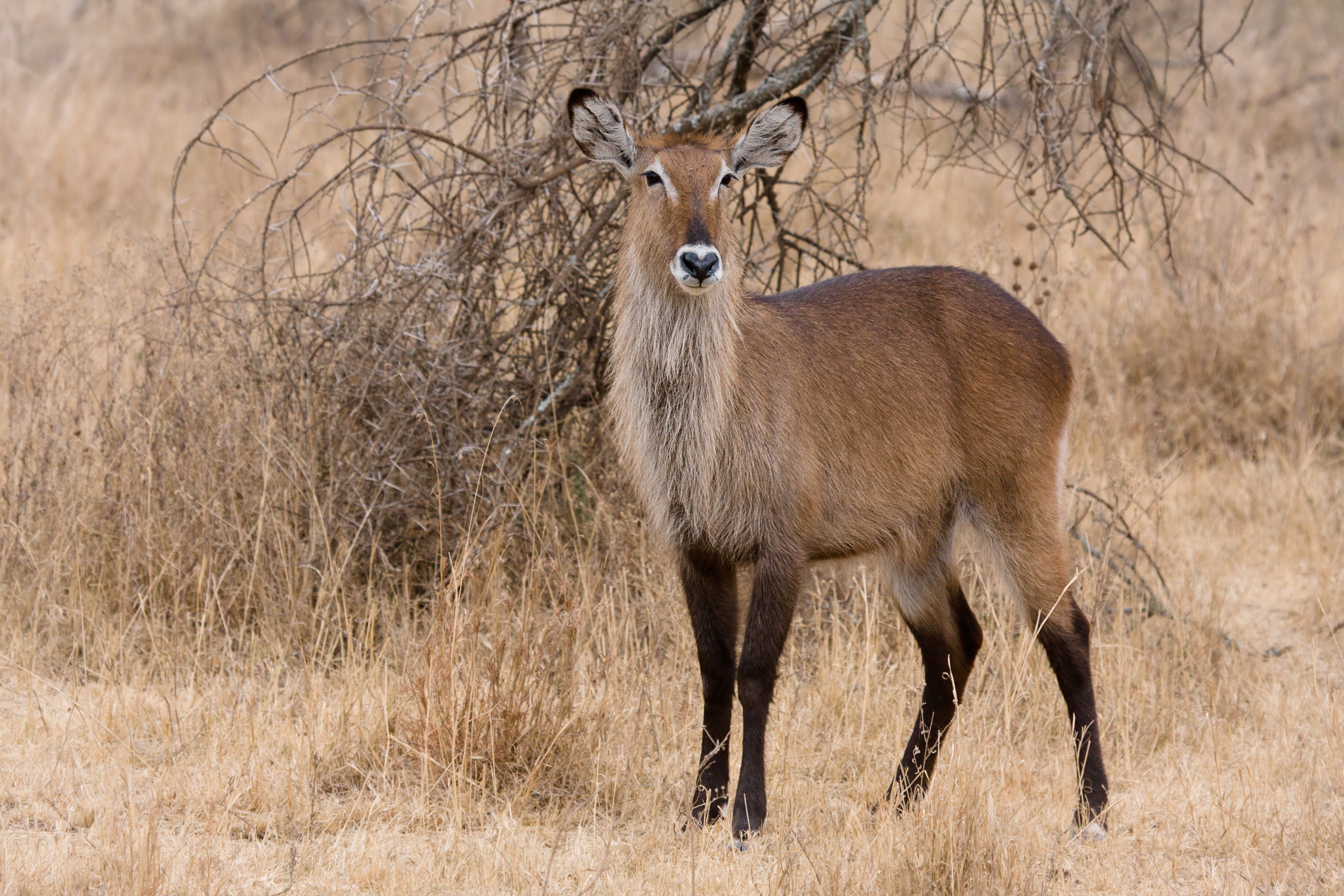
Weiblicher Defassa-Wasserbock (Kobus defassa) in der Serengeti

Als Wasserbock werden zwei Arten afrikanischer Antilopen aus der Gattung der Wasserböcke (Kobus) bezeichnet. Man unterscheidet den Ellipsen-Wasserbock (Kobus ellipsiprymnus) und den Defassa-Wasserbock (Kobus defassa). Beide wurden ursprünglich in einer Art zusammengefasst und zur Unterscheidung von den anderen Arten der Gattung Kobus auch unter dem Namen Gemeiner Wasserbock geführt, heute gelten sie als eigenständig.

## Merkmale

### Ellipsen-Wasserbock

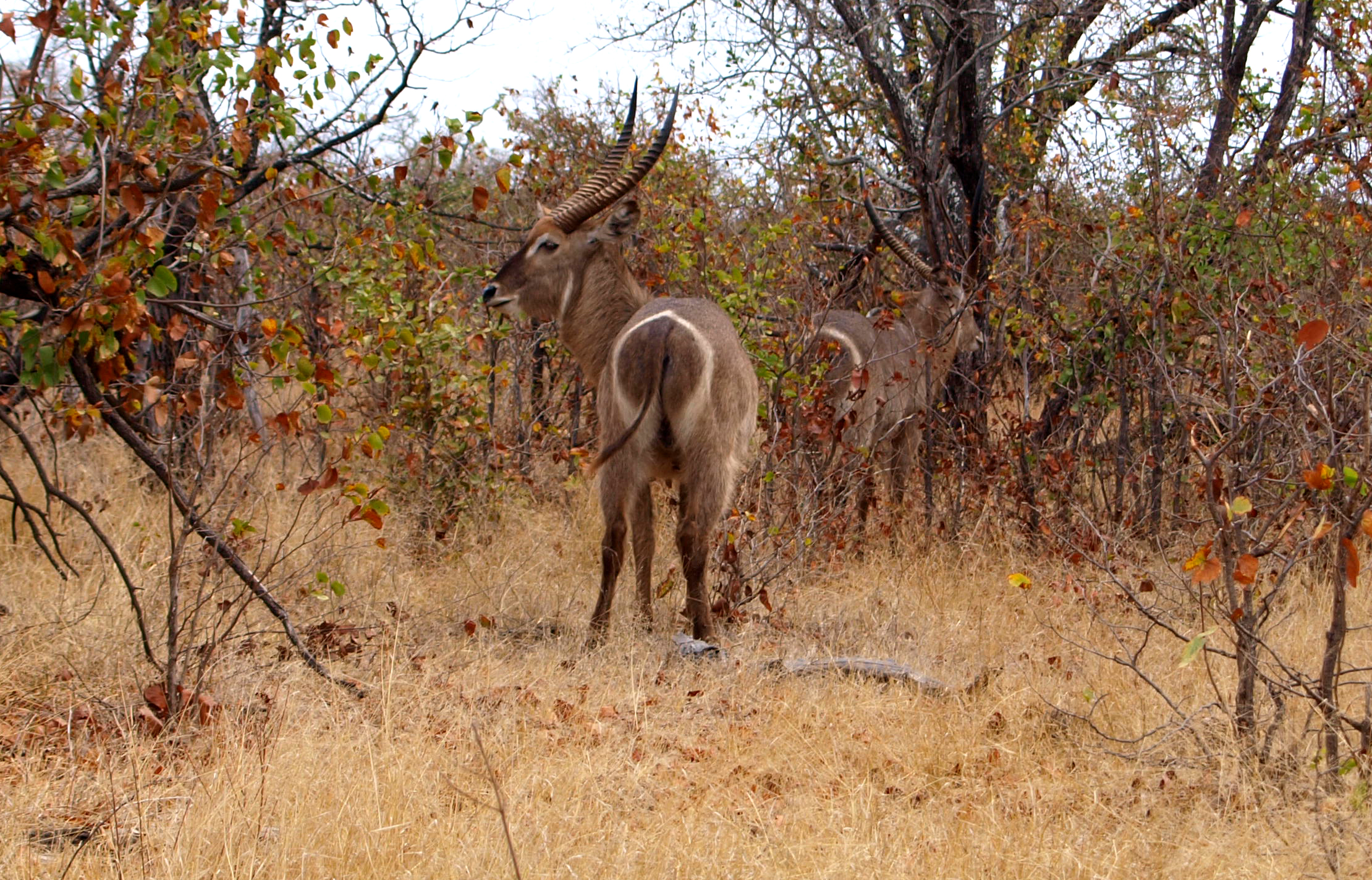
Männlicher Ellipsen-Wasserbock (Kobus ellipsiprymnus) im Kruger-Nationalpark

Der Ellipsen-Wasserbock (Kobus ellipsiprymnus) ist eine große, kräftige, bis zu 270 kg schwere Antilope mit zotteligem, graubraunem Fell und einem weißen Ring um den Schwanzansatz (die namengebende Ellipse). Auch das Gesicht ist teilweise weiß, und ein weißer Streifen zieht sich von der Kehle bis zum Ohrenansatz. Nur die männlichen Tiere tragen lange, stark geringelte, weit geschwungene und nach vorne gerichtete Hörner. Die Schulterhöhe beträgt 1,30 m.
Das Verbreitungsgebiet reicht von Südafrika und Nordost-Namibia über Botswana und Mosambik und die Savannen Ostafrikas bis nach Äthiopien und Somalia.
Diese Antilopenart ist an Dauergewässer gebunden, in deren Nähe sich Wälder oder offenes Grasgelände und mit Dickicht und Schilf bewachsene Gebiete befinden. Junge Männchen bilden eigene Herden, Weibchen und Jungtiere leben in Gruppen von 5 bis 10 Tieren zusammen.

### Defassa-Wasserbock

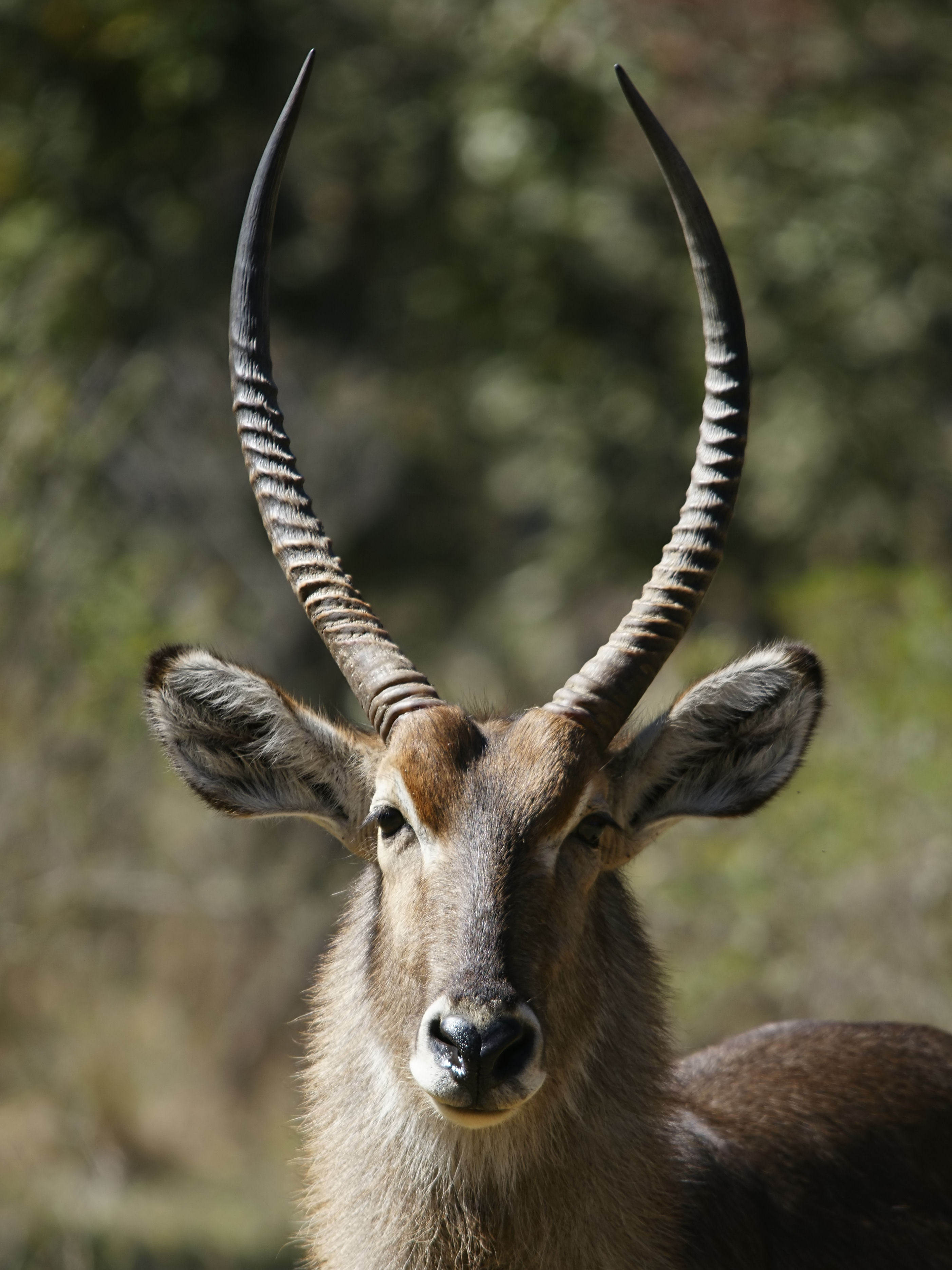
Porträt eines Defassa-Wasserbocks

Der Defassa-Wasserbock (Kobus defassa) hat ebenfalls eine Schulterhöhe von 1,30 m. Er trägt allerdings meistens ein helleres Haarkleid als der Ellipsenwasserbock. Sein Fell ist dick und länger als das der meisten anderen Grasfresser, sodass er besonders im heißen Klima des tropischen Afrikas auffällt. Der auffälligste Unterschied zum Ellipsenwasserbock ist, dass er am Schwanzansatz einen weißen Spiegel statt der Ellipse trägt. Sein Verbreitungsgebiet reicht in West- und Zentralafrika vom Senegal bis in den Sudan und von dort südwärts über die Demokratische Republik Kongo bis Angola.

## Lebensweise

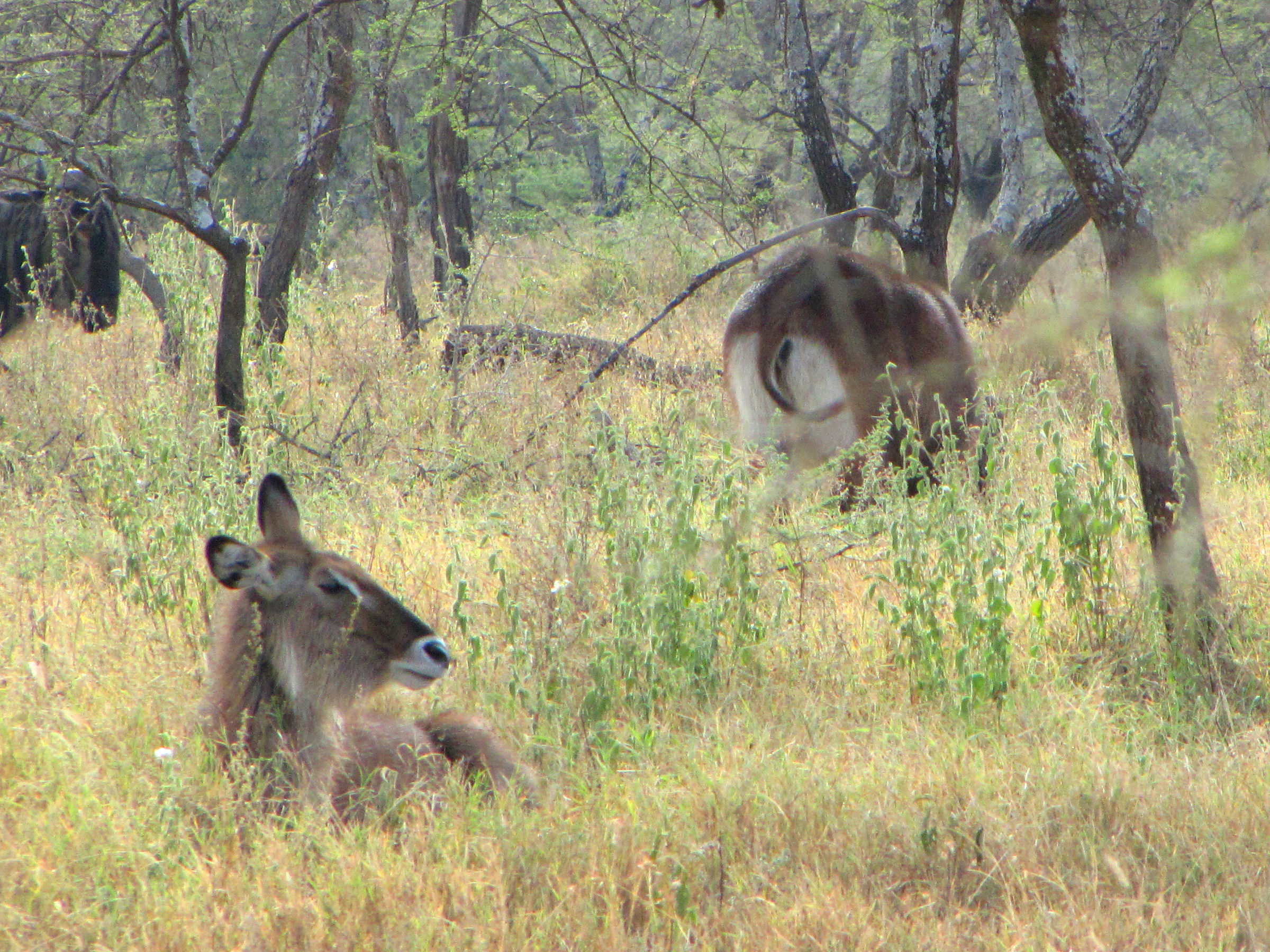
Zwei weibliche Tiere in der Serengeti. Sichtbar ist der für Defassa-Wasserböcke typische weiße Rumpffleck. Ganz links im Bild ein Weißbartgnu.

Die beiden Wasserbock-Arten sind weniger stark ans Wasser gebunden als andere Vertreter ihrer Gattung. Sie können sich durchaus vom Wasser entfernen und sind dann in der offenen Savanne oder in Wäldern zu finden. Die weiblichen Wasserböcke leben in Herden von etwa fünf, in seltenen Fällen bis zu siebzig Tieren. Junge Männchen bilden ebenfalls Herden. Dagegen werden ältere Männchen zu Einzelgängern, die ein Revier gegen Artgenossen verteidigen und jedes durchziehende Weibchen für sich beanspruchen.

## Gefährdung
Wasserböcke gehören zu den häufigsten Großsäugetieren Afrikas. Schätzungsweise gibt es etwa 95.000 Defassa-Wasserböcke und 105.000 Ellipsen-Wasserböcke, von denen mehr als die Hälfte in Schutzgebieten lebt. Beide Arten werden seitens der IUCN als gering gefährdet (near threatened) klassifiziert. Die Bestände außerhalb von Schutzgebieten sind durch Wilderei und Habitatzerstörung rückläufig.

## Ansiedlung außerhalb Afrikas
Eine ungewöhnliche Ansiedlung von Wasserböcken fand 1976 im Calauit Game Preserve and Wildlife Sanctuary auf den Philippinen statt. Es ist die einzige frei lebende Population außerhalb Afrikas.